# Old Sock
Old Sock е 21-вият пореден студиен албум на английския рок певец и китарист Ерик Клептън. В него са предложени две нови композиции (Gotta Get Over и Every Little Thing), както и кавър версии на някои от любимите му песни. За продукцията са поканени гости като Стийв Уинууд, Джей Джей Кейл и Пол Маккартни. Това е последният голям звукозаписен ангажимент на Кейл преди смъртта му през юли 2013 г. Албумът достига до №11 в британската класация за албуми и №7 в американския чарт. Клептън обяснява в интервю за Би Би Си, че съчинява заглавието на албума след разговор с Дейвид Бауи.
Обложката на албума представлява автопортрет, който Клептън прави по време на почивка в Антигуа.

## Песни
- Further on Down the Road (с уч. на Тадж Махал) (Тадж Махал, Джеси И. Дейвид)
- Angel (с уч. на Джей Джей Кейл) (Джей Джей Кейл)
- The Folks Who Live On the Hill (Оскар Хамърстайн II, Джеръм Кърн)
- Gotta Get Over (с уч. на Чака Хан) (Дойл Брамал II, Джъстин Стенли, Ники Коста)
- Till Your Well Runs Dry (Питър Тош)
- All of Me (с уч. на Пол Маккартни) (Джералд Маркс, Сиймор Саймънс)
- Born to Lose (Тед Дафън)
- Still Got the Blues (с уч. на Стийв Уинууд) (Гери Мур)
- Goodnight Irene (Хъди Ледбетър, Джон Ей Ломакс старши)
- Your One and Only Man (Отис Рединг)
- Every Little Thing (Брамал II, Стенли, Коста)
- Our Love Is Here to Stay (Джордж Гершуин, Ира Гершуин)
- No Sympathy (бонус песен) (Тош)